# Kapasan
Kapasan é uma cidade e um município no distrito de Chittaurgarh, no estado indiano de Rajastão.

## Demografia
Segundo o censo de 2001, Kapasan tinha uma população de 18,705 habitantes. Os indivíduos do sexo masculino constituem 51% da população e os do sexo feminino 49%. Kapasan tem uma taxa de literacia de 63%, superior à média nacional de 59.5%: a literacia no sexo masculino é de 75% e no sexo feminino é de 51%. Em Kapasan, 15% da população está abaixo dos 6 anos de idade.